# مشكلة قابلية تطوير بيتكوين

عدد المعاملات في الشهر على مقياس لوغاريتمي

تشير مشكلة قابلية تطوير بيتكوين (بالإنجليزية: Bitcoin scalability problem) إلى القدرة المحدودة لشبكة البيتكوين على التعامل مع كميات كبيرة من بيانات المعاملات على نظامها الأساسي في فترة زمنية قصيرة. يتعلق الأمر بحقيقة أن السجلات سلسلة الكتل على شبكة البيتكوين محدودة الحجم والتكرار.
قدرة معالجة المعاملات على السلسلة لشبكة البيتكوين محدودة بمتوسط وقت إنشاء الكتلة وهو 10 دقائق وحد حجم الكتلة الأصلي البالغ 1 ميغا بايت. تعمل بشكل مشترك على تقييد معدل إنتاجية الشبكة، يقدر الحد الأقصى لسعة معالجة المعاملات باستخدام متوسط أو متوسط حجم المعاملات بين 3.3 و 7 معاملات في الثانية. هناك العديد من الحلول المقترحة والمفعّلة لمعالجة هذه المشكلة.

## الشوكات
ان عملية زيادة حد معالجة معاملات الشبكة تتطلب إجراء تغييرات على الإجراءات الفنية لعملة البيتكوين، في عملية تُعرف باسم الشوكة، يمكن تقسيم الشوكات إلى نوعين:

### الشوكة الصلبة
بيتكوين كاش "BCH" عبارة عن شوكة صلبة لعملة البيتكوين تزيد من الحد الأقصى لحجم الكتلة، دعم كل من شوكة بيتكوين XT وبيتكوين كلاسيك وبيتكوين غير محدود زيادة حجم الكتلة الأقصى. بيتكوين سي في ("BSV") عبارة عن شوكة صلبة لـ بيتكوين كاش وتقدم تطبيقًا منافسًا لبروتوكول البيتكوين الذي يهدف إلى حل مشكلة قابلية توسع فيها من خلال تنفيذ حجم كتلة غير محدود.

### شوكة المرنة
في حالة الشوكة المرنة تحتاج جميع عقد التعدين التي تعمل وفقًا للقواعد الجديدة إلى ترقية برامجها، سغويت هو المثال الأفضل على الشوكة المرنة.

## أنظمة «الطبقة الثانية»
شبكة البرق (LN) عبارة عن بروتوكول يهدف إلى تحسين قابلية تطوير عملة البيتكوين وسرعتها دون التضحية بالتشغيل غير الموثوق به. تتطلب الشبكة وضع معاملة تمويل على سلسلة الكتل لفتح قناة دفع، بمجرد فتح القناة يمكن للمشاركين المتصلين إجراء مدفوعات سريعة داخل القناة أو قد يقومون بتوجيه المدفوعات عن طريق «التنقل» بين القنوات في العقد الوسيطة مقابل رسوم قليلة أو بدون رسوم.

## أنظر أيضا
- تطوير البرمجيات
- قائمة شوكات البيتكوين